# Sudimara Pinang
Sudimara Pinang is een bestuurslaag in het regentschap Tangerang van de provincie Banten, Indonesië. Sudimara Pinang telt 16.927 inwoners (volkstelling 2010).